# Vietnam Airlines
Vietnam Airlines (vietnamesisch Hãng hàng không Quốc gia Việt Nam) ist die staatliche Fluggesellschaft Vietnams mit Sitz in Hanoi und Basis auf dem Flughafen Hanoi sowie Mitglied der Luftfahrtallianz SkyTeam.

## Geschichte

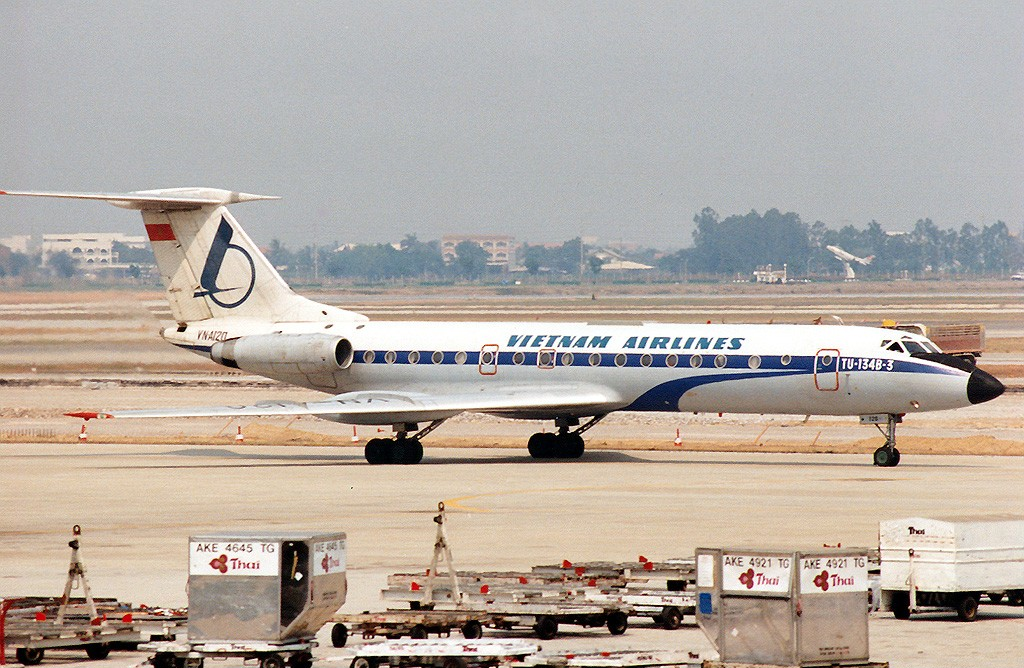
Tupolew Tu-134 der Vietnam Civil Aviation im Jahr 1992

### Vietnam Civil Aviation Department (1956–1993)
Vietnam Airlines wurde 1956 unter dem Namen Vietnam Civil Aviation Department als
nationale Fluggesellschaft der Demokratischen Republik Vietnam (Nordvietnam) gegründet. Die Fluggesellschaft nahm im September 1956 ihren Betrieb mit fünf Flugzeugen russischer Bauart auf. Im Jahr 1976 nahm sie ihre zweite internationale Route nach Vientiane (Laos) auf, 1978 gefolgt von einer weiteren Strecke nach Bangkok. Bis zum Ende der 1970er Jahre hatte die vietnamesische Fluggesellschaft Liniendienste nach Laos, Kambodscha und China aufgenommen und flog Charterflüge nach Thailand, Malaysia, Singapur und auf die Philippinen.

### Vietnam Airlines (seit 1993)

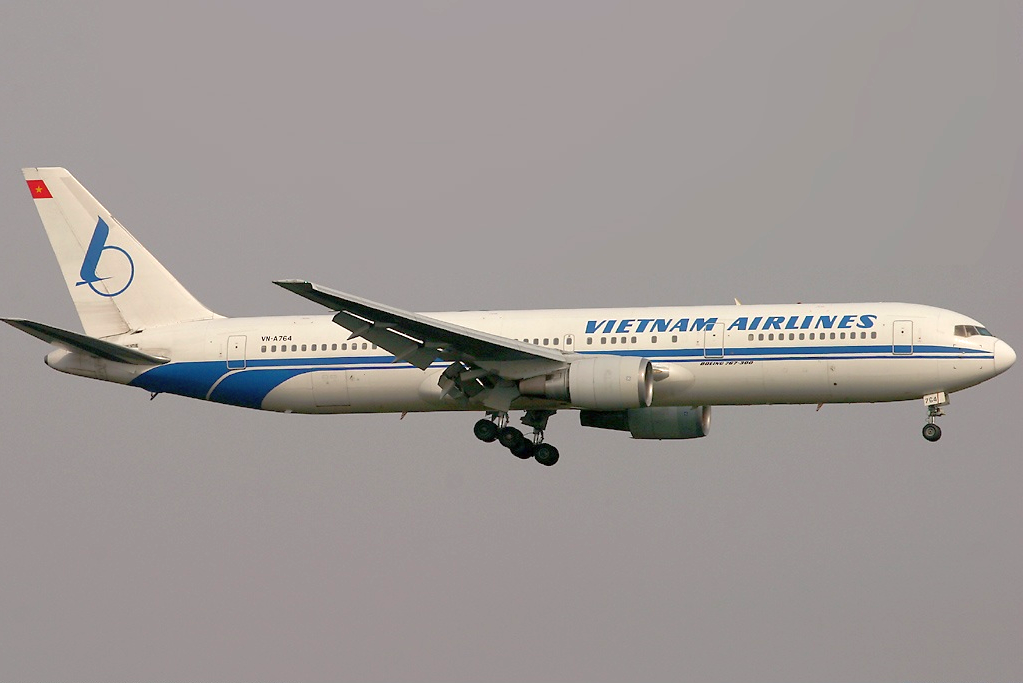
Boeing 767-300ER der Vietnam Airlines im Jahr 2004

Im Jahr 1993 wurde die „Vietnam Civil Aviation Department“ in Vietnam Airlines umstrukturiert. Seitdem gilt sie als offizieller Flag-Carrier des Staates Vietnam, und der Name „Vietnam Civil Aviation Department“ verschwand vom Markt. Noch im selben Jahr erhielt die Fluggesellschaft ihren ersten Airbus A320 und eine Boeing 767-300ER der Air France. Nur ein Jahr nach der Umstrukturierung der Fluggesellschaft nahm Vietnam Airlines ihre erste Langstrecke nach Paris auf, die mit der Boeing 767 geflogen wurde. Im Jahr 1996 wurde die Vietnam Airlines Corporation offiziell gegründet, die aus Vietnam Airlines und rund 20 flugbezogenen Geschäften besteht.
Die Expansion und Modernisierung der Fluggesellschaft wird systematisch vorangetrieben. Im Jahr 1999 führte Vietnam Airlines das Vielfliegerprogramm mit dem Namen Golden Lotus Plus (heute LotusMiles) ein, 2000 ein automatisches Check-In-System. Im Jahr 2002 bekam sie eine neue Corporate Identity mit einem Lotusblumen-Logo. Im Jahr 2003 wurde die Langstreckenflotte der Vietnam Airlines mit neuen Boeing 777-200ER erweitert. Seit 2004 fliegt Vietnam Airlines von Hanoi und Ho-Chi-Minh-Stadt nach Frankfurt, seit 2005 nonstop ohne die Zwischenlandung in Moskau, seit Oktober 2009 sechsmal pro Woche und seit November 2010 täglich.
Dementsprechend steigt die Zahl der Passagiere jährlich stark an. Im Jahr 2000 flogen 2.853.714 Passagiere mit Vietnam Airlines. In den Folgejahren wurden 3.458.504 (2001), 4.070.303 (2002) und 4.077.000 (2003) gezählt, bis 2004 die Fünf-Millionen-Marke durchbrochen wurde (5.040.000). Danach wuchs die Passagierzahl jährlich um fast eine Million Passagiere an. Im Jahr 2005 waren es sechs Millionen, 2006 6,8 Millionen, 2007 acht Millionen und 2008 8,8 Millionen.
Im August 2009 gründete Vietnam Airlines gemeinsam mit der Regierung von Kambodscha die Fluggesellschaft Cambodia Angkor Air. Mit einer Flotte von zunächst drei ATR 72-500 und einem Airbus A321-200 verbindet sie Siem Reap, Phnom Penh und Ho-Chi-Minh-Stadt. Im November desselben Jahres unterzeichnete Vietnam Airlines eine Absichtserklärung zur Bestellung von vier Airbus A380-800, die Festbestellung fand jedoch nicht mehr statt.
Im Juni 2010 trat Vietnam Airlines der Luftfahrtallianz SkyTeam bei.
Am 12. Januar 2016 schlossen Vietnam Airlines und die japanische ANA Holdings eine Absichtserklärung für eine Kooperation zwischen beiden Unternehmen und eine strategische Beteiligung der ANA Holdings an Vietnam Airlines von 8,8 Prozent ab. Daraufhin übernahm ANA Holdings im Juli 2016 8,8 Prozent der Aktien der Vietnam Airlines und diese setzte am 30. Oktober 2016 ein 35 Strecken umfassendes Codeshare-Abkommen mit All Nippon Airways in Kraft. Zudem trat am 23. Februar 2017 ein Vorstandsmitglied der ANA Holdings dem Vorstand der Vietnam Airlines bei.

## Flugziele
Vietnam Airlines fliegt von Hanoi neben Zielen innerhalb Vietnams Städte in ganz Asien sowie in Australasien und Europa an. Im deutschsprachigen Raum werden Frankfurt und Wien bedient. Seit 7. Oktober 2024 wird München aus Ho-Chi-Minh-Stadt und Hanoi angeflogen.
Die Tochtergesellschaft Vietnam Air Services Company (VASCO) übernimmt Inlandsflugstrecken zu kleineren Flughäfen.
Codesharing
Vietnam Airlines unterhält Codeshare-Abkommen mit folgenden Fluggesellschaften: (SkyTeam-Mitglieder sind mit * gekennzeichnet)
| - Air France* - Alitalia* - All Nippon Airways - Cambodia Angkor Air | - Cathay Pacific - China Airlines* - China Southern Airlines* - Czech Airlines* | - Delta Air Lines* - El Al - Etihad Airways | - Garuda Indonesia - Japan Airlines - KLM Royal Dutch Airlines* | - Korean Air* - Lao Airlines - Philippine Airlines - Qantas Airways |

## Flotte

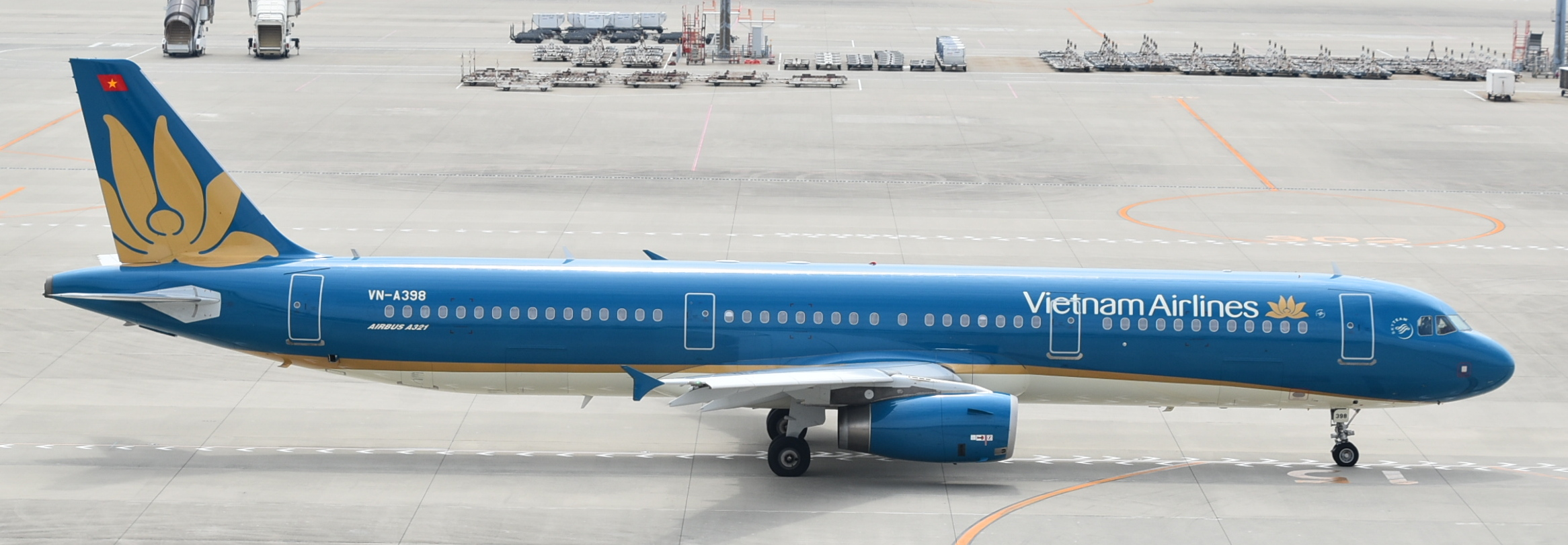
Airbus A321-200 der Vietnam Airlines

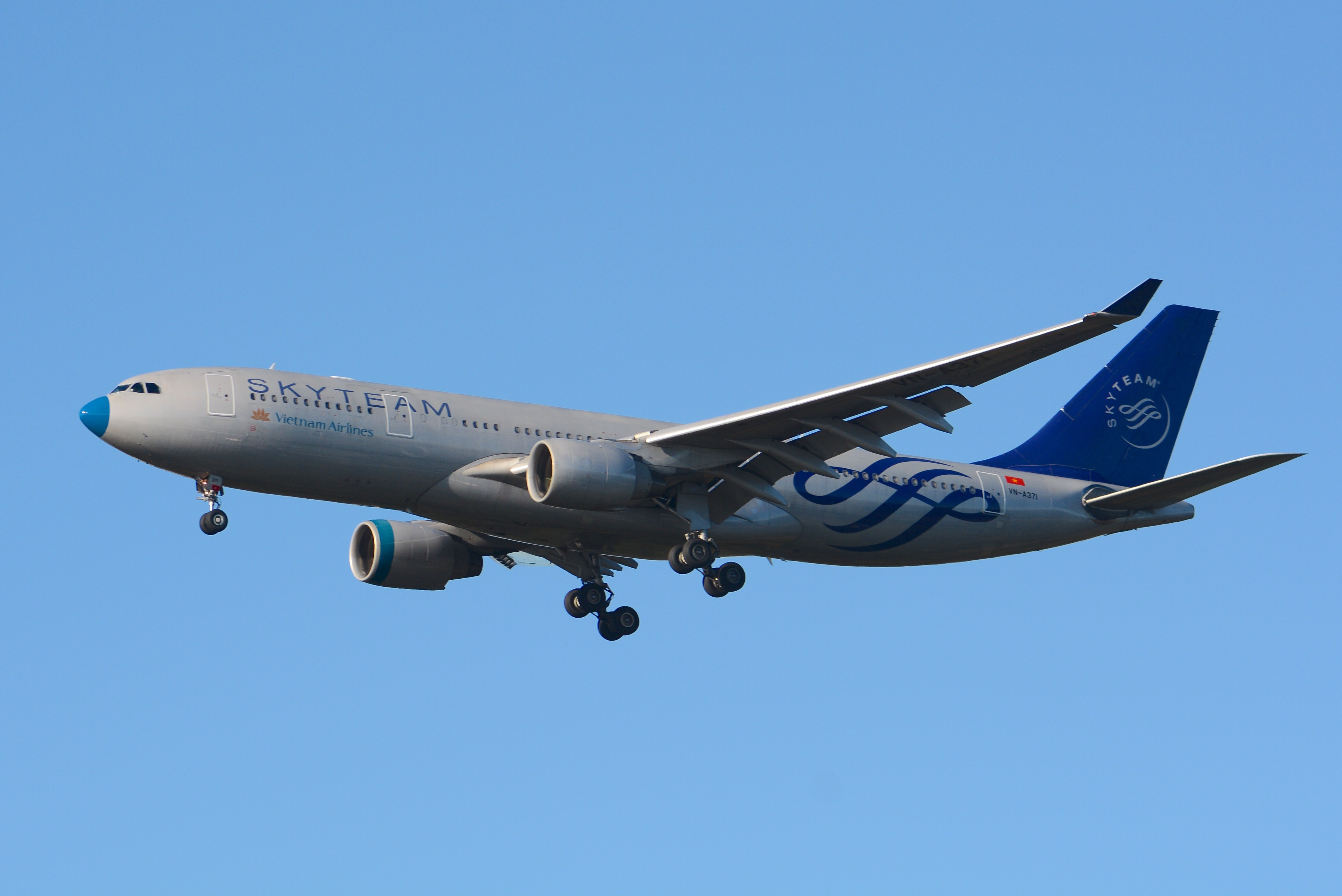
Airbus A330-200 der Vietnam Airlines in SkyTeam-Sonderbemalung

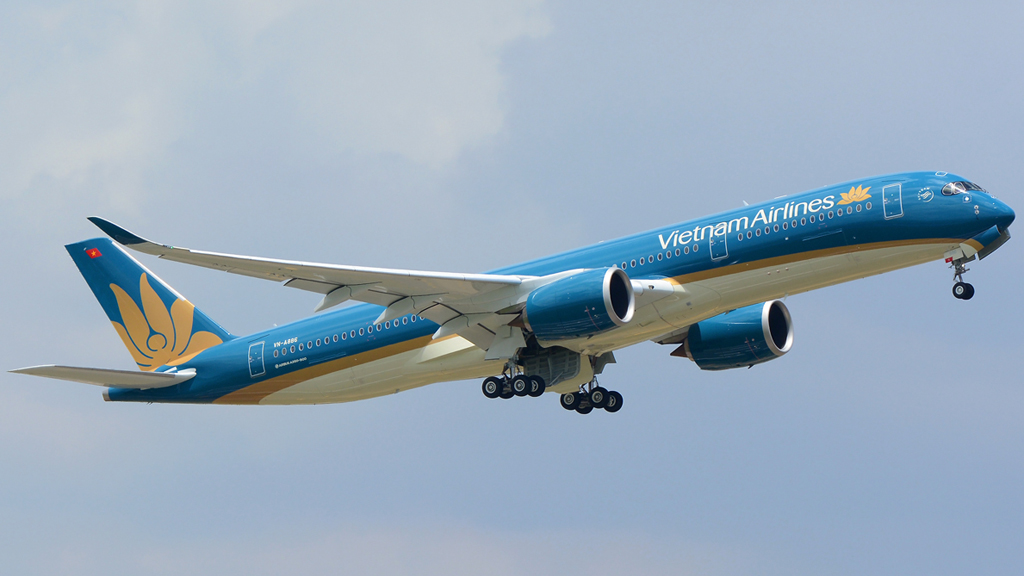
Airbus A350-900 der Vietnam Airlines

### Aktuelle Flotte
Mit Stand September 2023 besteht die Flotte der Vietnam Airlines aus 94 Flugzeugen mit einem Durchschnittsalter von 8,6 Jahren:
| Flugzeugtyp      | Anzahl | bestellt | Anmerkungen   | Sitzplätze (Business/Eco+/Eco)              | Durchschnittsalter |
| ---------------- | ------ | -------- | ------------- | ------------------------------------------- | ------------------ |
| Airbus A321-200  | 45     |          | sechs inaktiv | 178 (16/–/162) 184 (16/–/168) 203 (8/–/195) | 11,8 Jahre         |
| Airbus A321P2F   |        | 2        |               | Cargo                                       |                    |
| Airbus A321neo   | 20     |          |               | 203 (8/–/195)                               | 4,3 Jahre          |
| Airbus A350-900  | 14     |          | einer inaktiv | 305 (29/45/231) 305 (29/36/240)             | 6,5 Jahre          |
| Boeing 737 Max 8 |        | 50       |               | – offen –                                   |                    |
| Boeing 787-9     | 11     |          | eine inaktiv  | 274 (28/35/211) 311 (28/–/283)              | 7,5 Jahre          |
| Boeing 787-10    | 04     | 4        |               | 367 (24/–/343)                              | 3,9 Jahre          |
| Gesamt           | 94     | 56       |               |                                             | 8,6 Jahre          |

### Aktuelle Sonderbemalungen
| Bemalung | Flugzeugtyp     | Luftfahrzeugkennzeichen | Zeitraum           | Bild |
| -------- | --------------- | ----------------------- | ------------------ | ---- |
| SkyTeam  | Airbus A321-200 | VN-A327                 | seit November 2013 |      |
| SkyTeam  | Airbus A350-900 | VN-A897                 | seit April 2018    |      |

### Ehemalige Flugzeugtypen

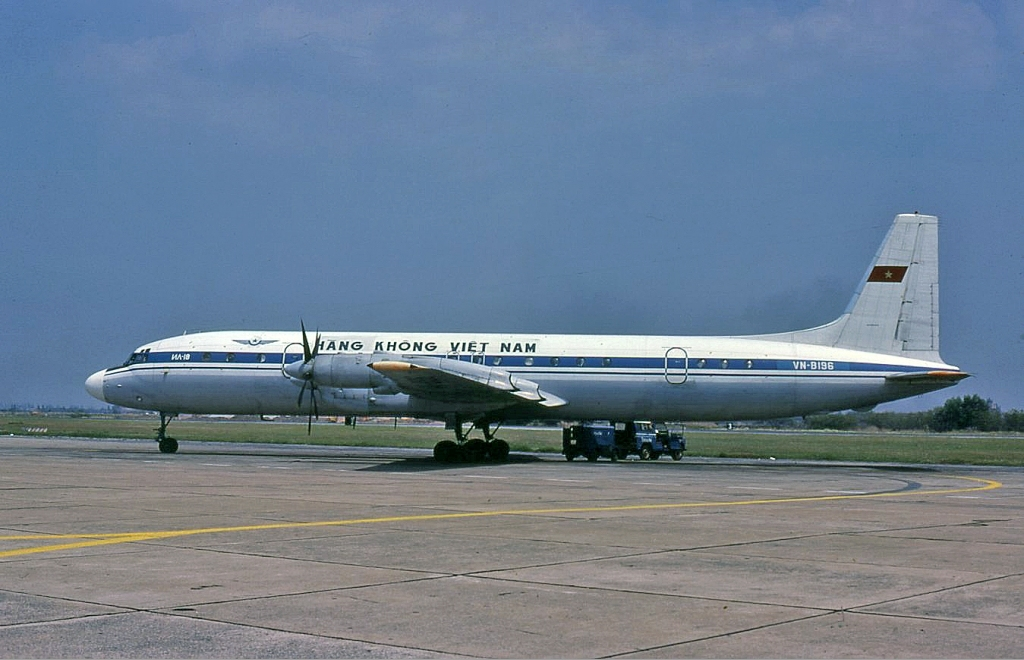
Iljuschin Il-18 der Vietnam Civil Aviation im Jahr 1985

In der Vergangenheit betrieb Vietnam Airlines unter anderem folgende Flugzeugtypen:
- Airbus A320-200
- Airbus A330-200
- ATR 72-200
- Boeing 777-200ER
- Douglas DC-4
- Fokker 70
- Iljuschin Il-14
- Iljuschin Il-18
- Jakowlew Jak-40
- Tupolew Tu-134

## Zwischenfälle
Vietnam Airlines verzeichnete in ihrer Geschichte vier Totalverluste von Flugzeugen, davon zwei mit 95 Todesopfern:
- Am 12. Januar 1991 wurde eine Tupolew Tu-134AK der Vietnam Airlines (Luftfahrzeugkennzeichen VN-A126) bei einer harten Landung am Flughafen Tan-Son-Nhat irreparabel beschädigt. Personen kamen nicht zu Schaden.[23]

- Am 14. November 1992 kam eine Jakowlew Jak-40 der Vietnam Airlines (VN-A449) im Landeanflug auf den Flughafen Nha Trang bei schlechter Sicht vom Kurs ab, unterschritt die Mindestflughöhe und wurde in einen Bergrücken geflogen. Als Rettungskräfte die Unfallstelle acht Tage nach dem Unfall erreichten, konnte noch eine niederländische Passagierin gerettet werden. Die restlichen 30 Insassen kamen bei diesem CFIT (Controlled flight into terrain) ums Leben (siehe auch Vietnam-Airlines-Flug 474).[24]

- Am 16. November 1996 wurde eine Tupolew Tu-134B-3 der Vietnam Airlines (VN-A114) irreparabel beschädigt, als das Bugfahrwerk beim Rollen am Flughafen Da Nang zusammenbrach. Ein Besatzungsmitglied wurde hierbei verletzt.[25]

- Am 3. September 1997 wurde eine Tupolew Tu-134 der Vietnam Airlines (VN-A120) im Landeanflug auf den Flughafen Phnom Penh (Kambodscha) in den Boden geflogen. Bei diesem CFIT (Controlled flight into terrain) starben 65 Passagiere und Besatzungsmitglieder, ein einjähriges Baby überlebte (siehe auch Vietnam-Airlines-Flug 815).[26]